# Jakkenahalli, Dod Ballapur
Jakkenahalli là một làng thuộc tehsil Dod Ballapur, huyện Bangalore Rural, bang Karnataka, Ấn Độ.